# Črešnjice (gmina Novo mesto)
Črešnjice – wieś w Słowenii, w gminie miejskiej Novo mesto. W 2018 roku liczyła 140 mieszkańców. 